# Gézier-et-Fontenelay
Gézier-et-Fontenelay est une commune française située dans le département de la Haute-Saône, la région culturelle et historique de Franche-Comté et la région administrative Bourgogne-Franche-Comté.

## Géographie
Proche de la forêt de Gy, de la rivière l'Ognon et approximativement à équidistance de Besançon et de Gray.

### Climat
Pour des articles plus généraux, voir Climat de la Bourgogne-Franche-Comté et Climat de la Haute-Saône.
En 2010, le climat de la commune est de type climat des marges montargnardes, selon une étude du Centre national de la recherche scientifique s'appuyant sur une série de données couvrant la période 1971-2000. En 2020, Météo-France publie une typologie des climats de la France métropolitaine dans laquelle la commune est exposée à un climat semi-continental et est dans la région climatique  Lorraine, plateau de Langres, Morvan, caractérisée par un hiver rude (1,5 °C), des vents modérés et des brouillards fréquents en automne et hiver. 
Pour la période 1971-2000, la température annuelle moyenne est de 10,4 °C, avec une amplitude thermique annuelle de 17,5 °C. Le cumul annuel moyen de précipitations est de 1 060 mm, avec 13 jours de précipitations en janvier et 9,5 jours en juillet. Pour la période 1991-2020, la température moyenne annuelle observée sur la station météorologique de Météo-France la plus proche, « Bucey-lès-Gy », sur la commune de Bucey-lès-Gy à 8 km à vol d'oiseau, est de 11,6 °C et le cumul annuel moyen de précipitations est de 1 032,6 mm. 
La température maximale relevée sur cette station est de 41,5 °C, atteinte le 8 août 2003 ; la température minimale est de −23 °C, atteinte le 2 janvier 1971,,. 
Les paramètres climatiques de la commune ont été estimés pour le milieu du siècle (2041-2070) selon différents scénarios d'émission de gaz à effet de serre à partir des nouvelles projections climatiques de référence DRIAS-2020. Ils sont consultables sur un site dédié publié par Météo-France en novembre 2022.

## Urbanisme

### Typologie
Au 1er janvier 2024, Gézier-et-Fontenelay est catégorisée commune rurale à habitat dispersé, selon la nouvelle grille communale de densité à sept niveaux définie par l'Insee en 2022.
Elle est située hors unité urbaine. Par ailleurs la commune fait partie de l'aire d'attraction de Besançon, dont elle est une commune de la couronne,. Cette aire, qui regroupe 310 communes, est catégorisée dans les aires de 200 000 à moins de 700 000 habitants,.

### Occupation des sols
L'occupation des sols de la commune, telle qu'elle ressort de la base de données européenne d’occupation biophysique des sols Corine Land Cover (CLC), est marquée par l'importance des forêts et milieux semi-naturels (52,6 % en 2018), une proportion identique à celle de 1990 (52,6 %). La répartition détaillée en 2018 est la suivante : 
forêts (52,6 %), terres arables (26 %), zones agricoles hétérogènes (21,3 %). L'évolution de l’occupation des sols de la commune et de ses infrastructures peut être observée sur les différentes représentations cartographiques du territoire : la carte de Cassini (XVIIIe siècle), la carte d'état-major (1820-1866) et les cartes ou photos aériennes de l'IGN pour la période actuelle (1950 à aujourd'hui).

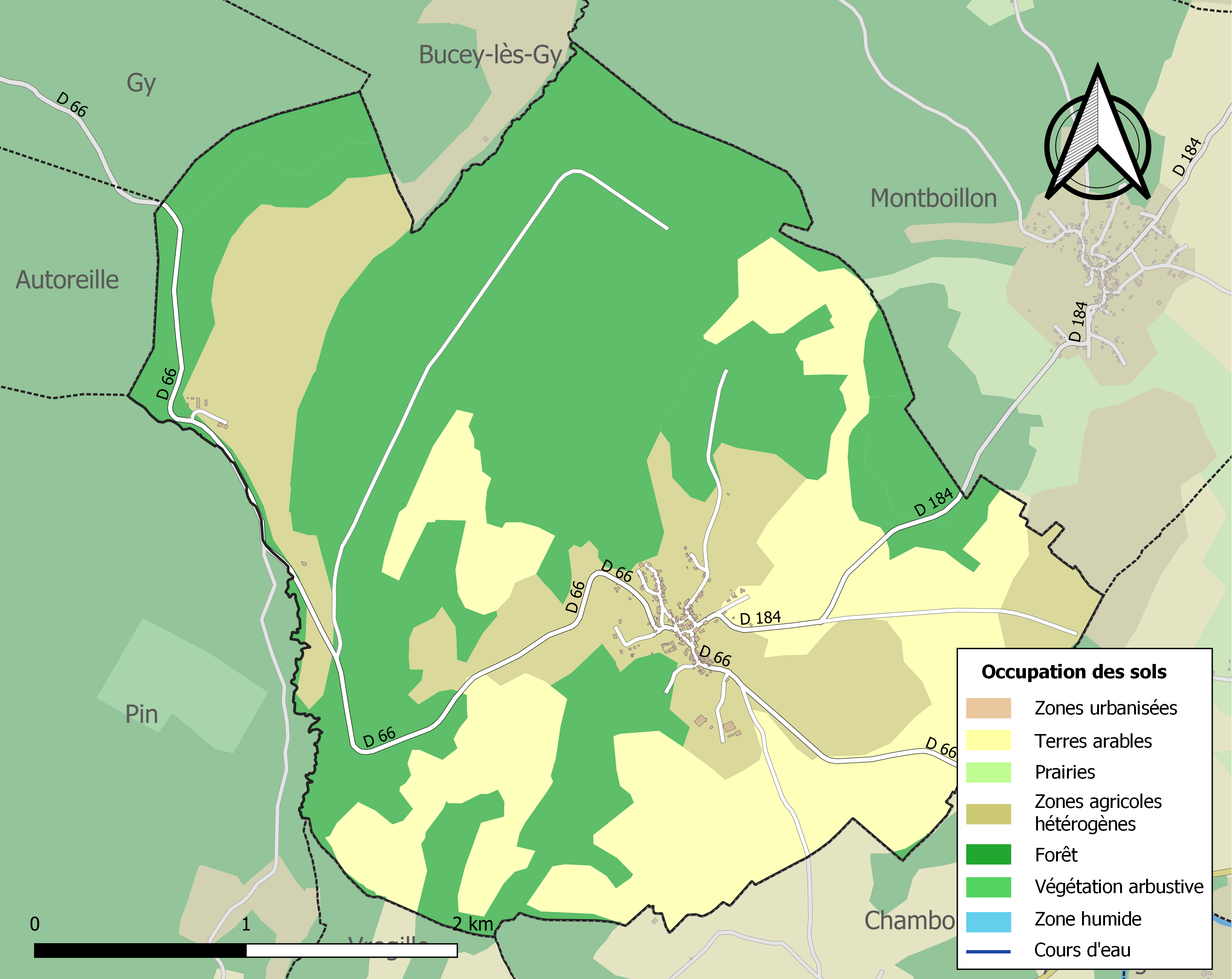
Carte des infrastructures et de l'occupation des sols de la commune en 2018 (CLC).

## Histoire
Le village est situé sur le tracé de la Via Francigena, ancienne voie médiévale reliant Canterbury à Rome, empruntée autrefois par les pèlerins. Elle est toujours utilisée et est reconnue comme grand itinéraire culturel par le conseil de l’Europe.
La commune de Gézier, instituée lors de la Révolution française, a fusionné avec celle de Fontenelay en 1807 pour former Gezier-et-Fontelenay, renommée en 1992 Gézier-et-Fontenelay.

## Politique et administration

Carte départementale représentant en rouge les communes de la communauté de communes du Val marnaysien de la Haute-Saône et en marron celles du Doubs.

### Rattachements administratifs et électoraux
La commune fait partie de l'arrondissement de Vesoul du département de la Haute-Saône,  en région Bourgogne-Franche-Comté. Pour l'élection des députés, elle dépend de la première circonscription de la Haute-Saône.
Elle fait partie depuis 1826 du canton de Marnay. La composition de ce canton a été modifiée dans le cadre du redécoupage cantonal de 2014 en France

### Intercommunalité
La commune faisait partie de la communauté de communes de la vallée de l'Ognon créée le 19 décembre 2002. Celle-ci a fusionné avec d'autres pour former, le 1er janvier 2014 la communauté de communes du Val marnaysien, dont la commune est désormais membre.

### Liste des maires
| Période                                  | Période                       | Identité         | Étiquette | Qualité |
| ---------------------------------------- | ----------------------------- | ---------------- | --------- | ------- |
| Les données manquantes sont à compléter. |                               |                  |           |         |
| Vers 1920                                |                               | Léon Démogé      |           |         |
|                                          | mars 1971                     | Roland Guyardet  |           |         |
| mars 1971                                | mars 1983                     | Gérard Faivre    |           |         |
| mars 1983                                | mars 2014                     | Henri de Rogier  |           |         |
| mars 2014                                | En cours (au 23 juillet 2016) | Vincent Mignerot |           |         |

## Population et société

### Démographie
L'évolution du nombre d'habitants est connue à travers les recensements de la population effectués dans la commune depuis 1793. Pour les communes de moins de 10 000 habitants, une enquête de recensement portant sur toute la population est réalisée tous les cinq ans, les populations de référence des années intermédiaires étant quant à elles estimées par interpolation ou extrapolation. Pour la commune, le premier recensement exhaustif entrant dans le cadre du nouveau dispositif a été réalisé en 2005.

En 2022, la commune comptait 217 habitants, en évolution de +4,83 % par rapport à 2016 (Haute-Saône : −1,4 %, France hors Mayotte : +2,11 %).
| 1793 | 1800 | 1806 | 1821 | 1831 | 1836 | 1841 | 1846 | 1851 |
| ---- | ---- | ---- | ---- | ---- | ---- | ---- | ---- | ---- |
| 400  | 399  | 421  | 421  | 487  | 499  | 486  | 443  | 448  |

| 1856 | 1861 | 1866 | 1872 | 1876 | 1881 | 1886 | 1891 | 1896 |
| ---- | ---- | ---- | ---- | ---- | ---- | ---- | ---- | ---- |
| 383  | 385  | 363  | 305  | 293  | 289  | 316  | 328  | 286  |

| 1901 | 1906 | 1911 | 1921 | 1926 | 1931 | 1936 | 1946 | 1954 |
| ---- | ---- | ---- | ---- | ---- | ---- | ---- | ---- | ---- |
| 242  | 237  | 227  | 203  | 174  | 161  | 143  | 128  | 132  |

| 1962 | 1968 | 1975 | 1982 | 1990 | 1999 | 2005 | 2006 | 2010 |
| ---- | ---- | ---- | ---- | ---- | ---- | ---- | ---- | ---- |
| 115  | 113  | 124  | 117  | 119  | 142  | 179  | 179  | 181  |

| 2015 | 2020 | 2022 | - | - | - | - | - | - |
| ---- | ---- | ---- | - | - | - | - | - | - |
| 201  | 214  | 217  | - | - | - | - | - | - |

### Équipements
Un espace multi-sport situé sur le chemin de randonnée des Monts de Gy et aménagé pour le basket, le handball, le volley comprenant également trois terrains de pétanque, a été aménagé en 2015 par l'ancienne  communauté de communes de la vallée de l'Ognon. Il comprend un espace pique-nique avec une vue sur les Alpes et le mont Blanc.

## Économie
Le Domaine du hameau de Fontenelay, ancien domaine de moines cisterciens situé au cœur de la réserve naturelle du vallon de Fontenelay, et au pied des Monts de Gy, a été aménagé en chambres et logements d’hôtes.

## Culture locale et patrimoine

### Lieux et monuments
- Le château de Gézier du XVIIe siècle inscrit aux monuments historiques[23].
- Plusieurs bâtiments recensés dans la base Mérimée :
  - L'église Saint-Pierre et Saint-Paul construite en 1836[24].
  - La mairie-lavoir construite à partir de 1834 par l'architecte Bouchesèche[25].
  - La fontaine-lavoir du XIXe siècle[26].
  - D'autres bâtiments anciens (fermes, école, presbytère...)[27].

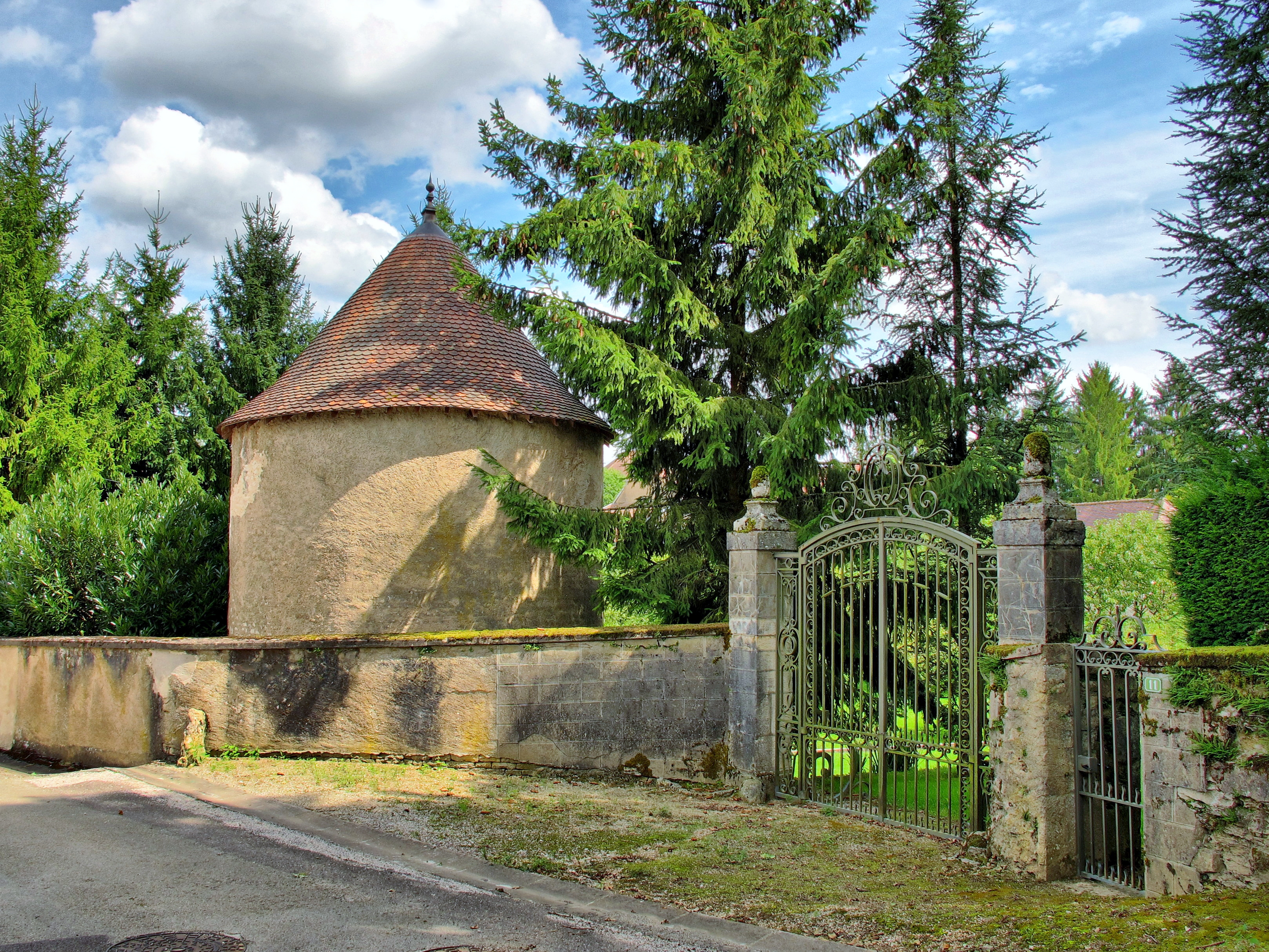
Le pigeonnier du château.
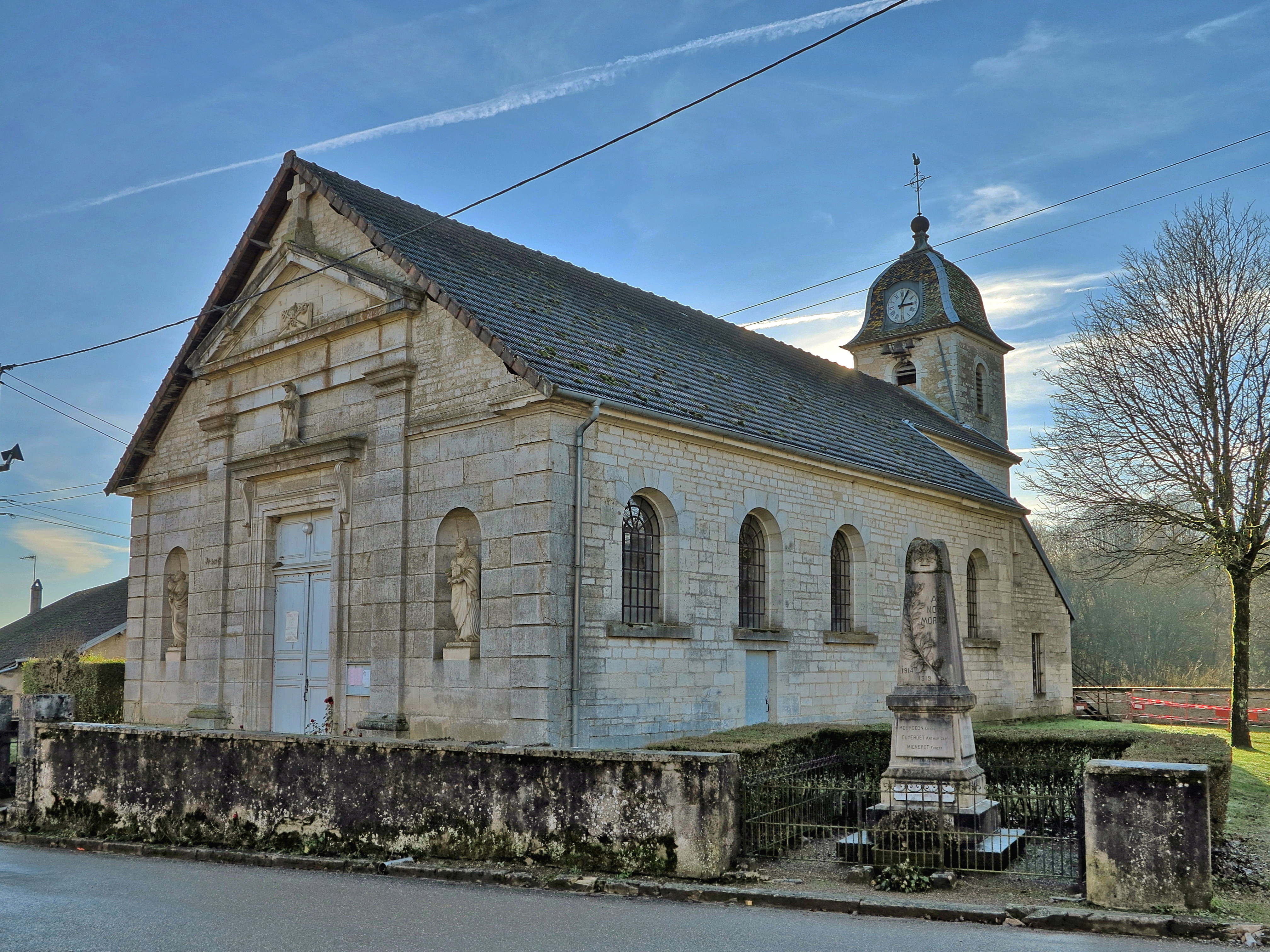
L'église.
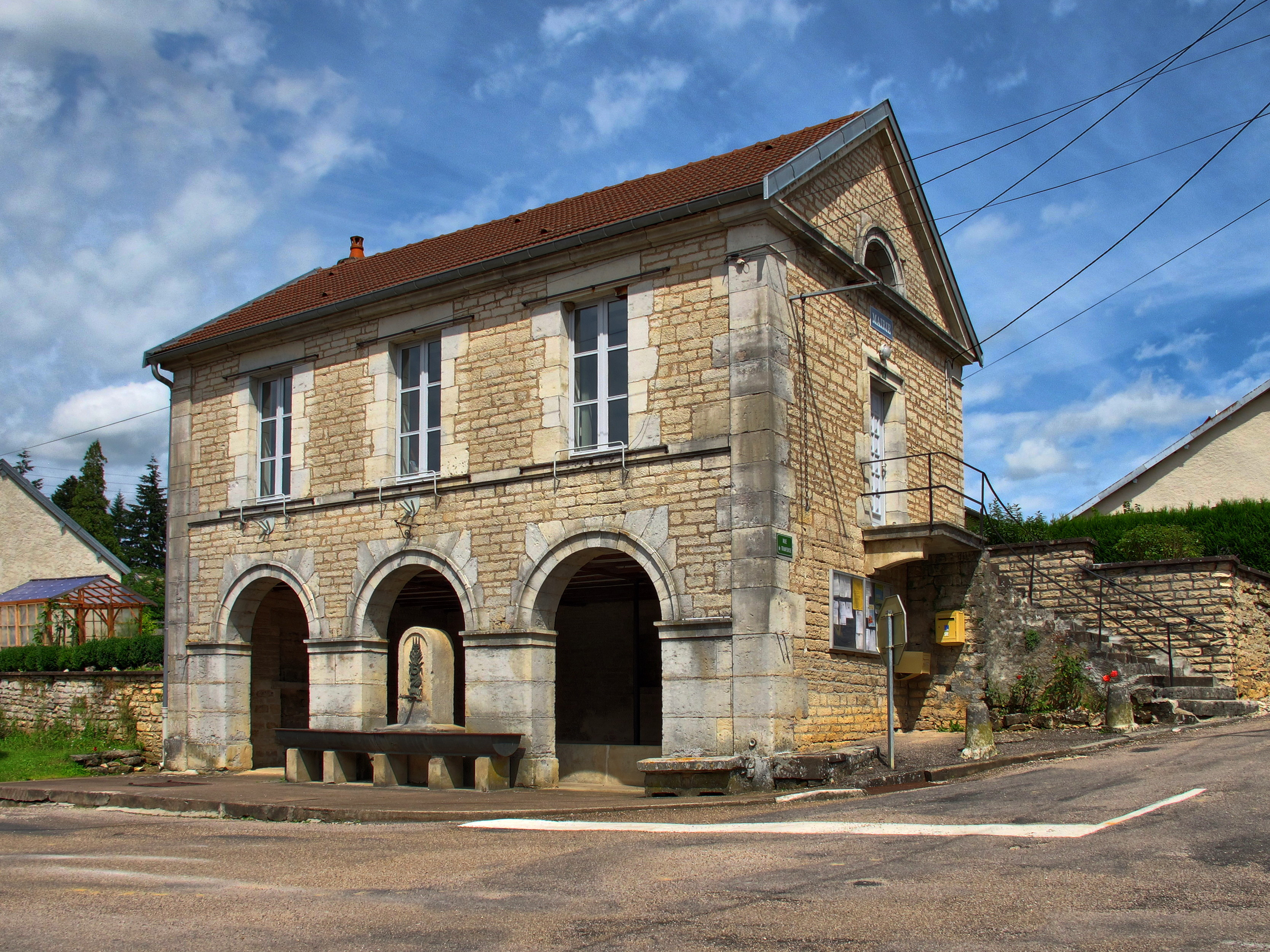
La mairie-lavoir.
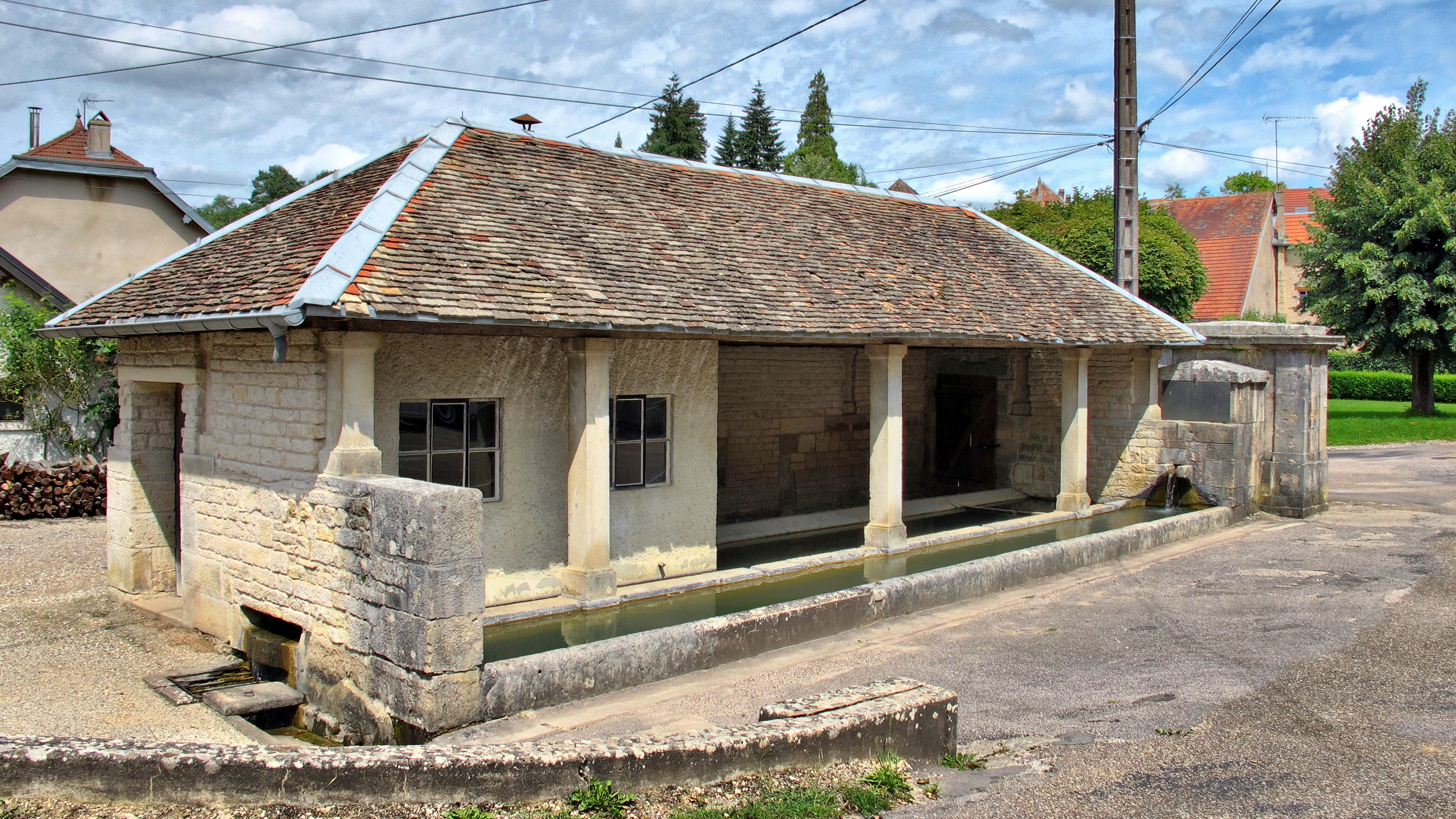
Le lavoir-abreuvoir.

- La réserve naturelle régionale du vallon de Fontenelay, de 42 hectares où l'on trouve prairies, forêts de feuillus, ruisseaux, pelouses marneuses et bas marais, fréquentées par plus de 1000 espèces végétales et animales, dont une vingtaine d’orchidées rares, ainsi que des espèces menacées de disparition. Elle est gérée par le conservatoire d’espaces naturels de Franche-Comté[28].

### Personnalités liées à la commune
- Justin Perchot (1867-1946), homme politique né à Gézier-et-Fontenelay.